# Üçdoğan, Gürpınar
Üçdoğan là một xã thuộc thành phố Gürpınar, tỉnh Van, Thổ Nhĩ Kỳ. Dân số thời điểm năm 2011 là 11 người.